# Stryneelva
Le Stryneelva est un cours d'eau de Norvège (Sogn og Fjordane), émissaire du lac Oppstrynsvatnet, par lequel celui-ci se déverse dans le Nordfjord. Il est long de 8 km et traverse le centre de Stryn.

## Faune
C'est une rivière à saumons, truites et ombles chevaliers,.

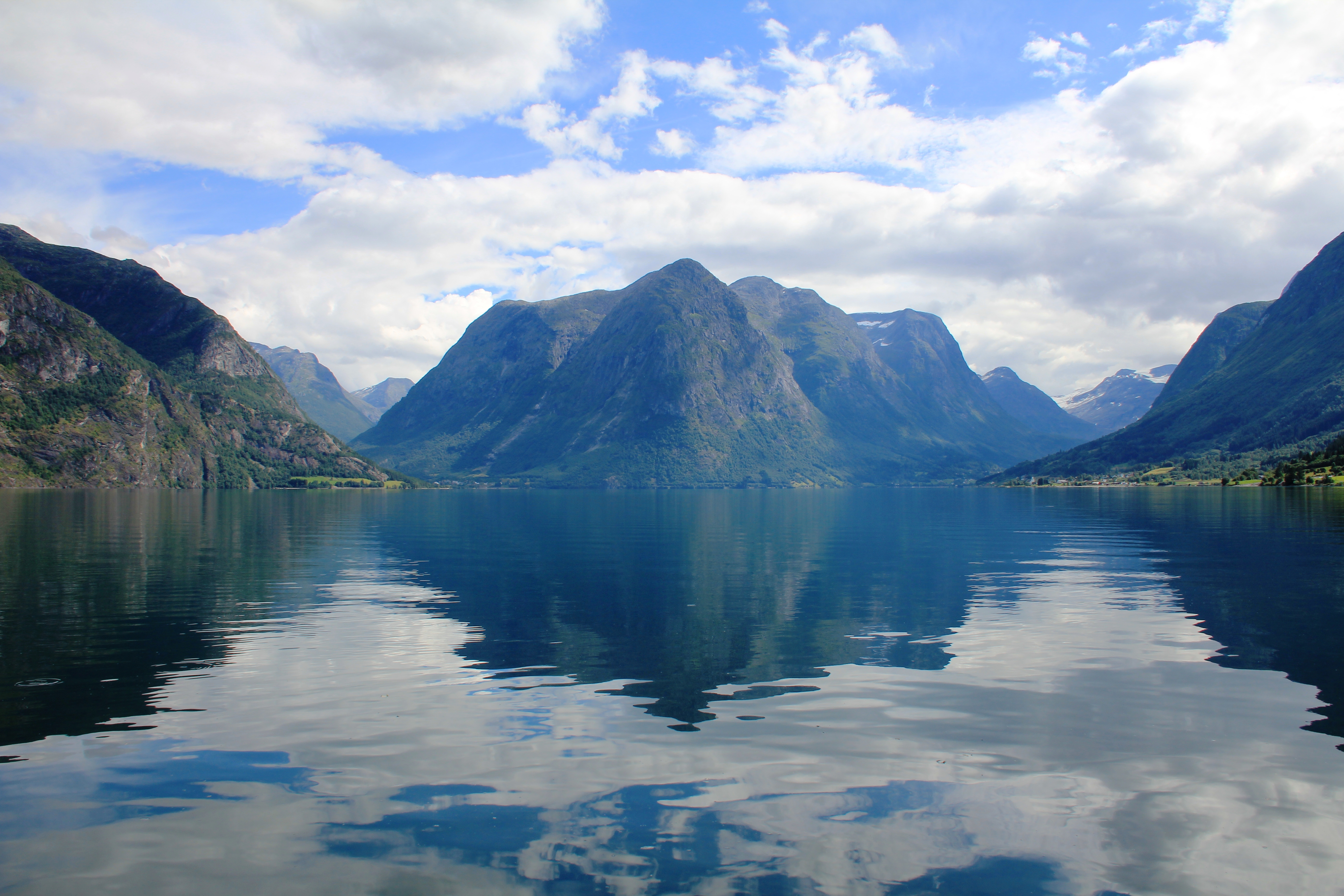
La Stryneelva émissaire du lac Oppstrynsvatnet Chell Hill, 2008.
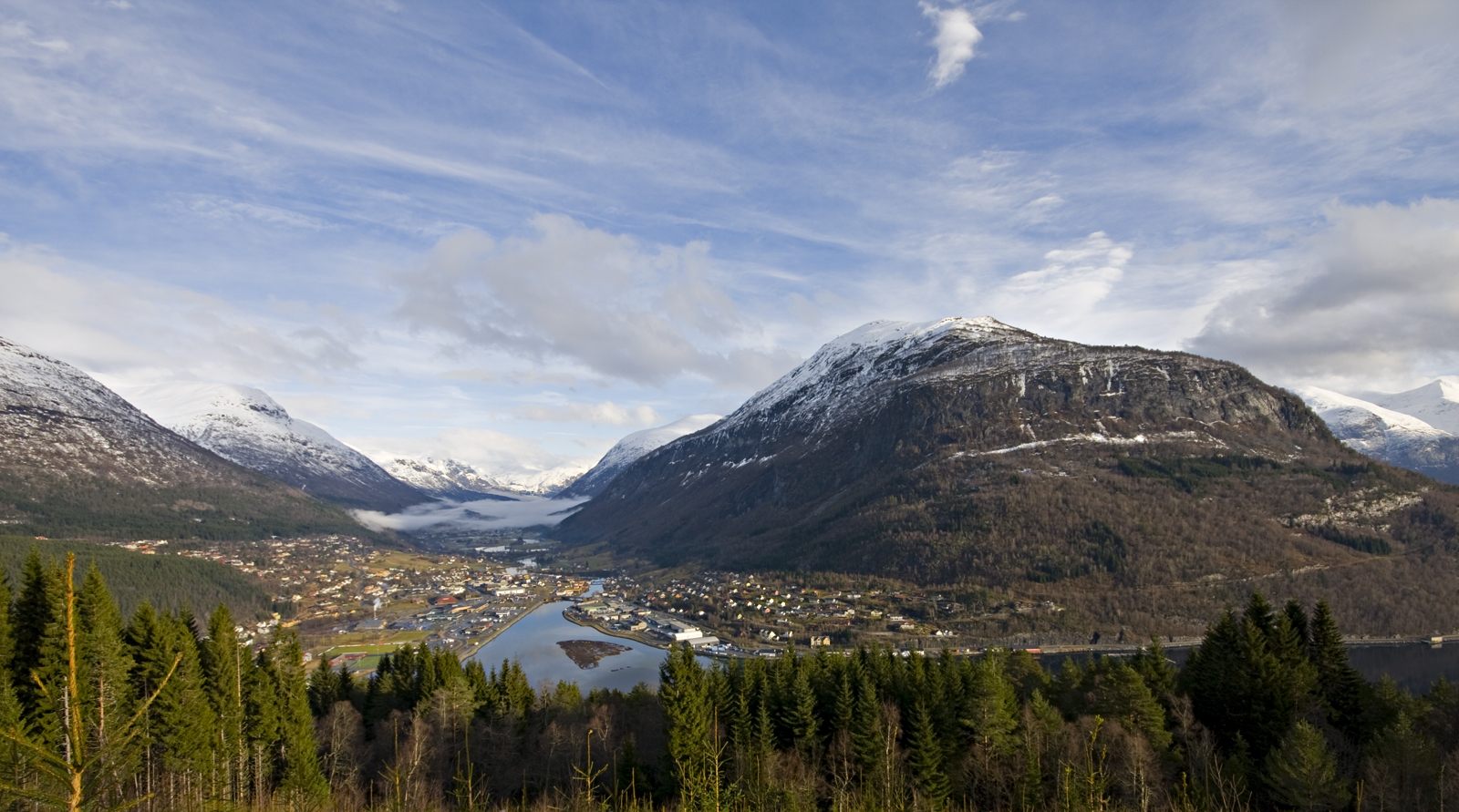
La Stryneelva coule à travers le village de Stryn.